# Museo delle patate fritte
Il museo delle patate fritte (in olandese, Frietmuseum)  è uno spazio espositivo dedicato alla storia delle patate e alla produzione di patate fritte belghe. È ubicato in uno degli edifici più antichi di Bruges, nel palazzo Saaihalle, ex "Loggia dei mercanti genovesi".

## Il percorso museale
Il percorso museale si sviluppa su tre piani. Nella prima parte, al piano terra, è spiegata la storia del noto tubero, cominciata più di 10.000 anni fa in Perù, con l'addomesticamento di patate selvatiche, e della sua diffusione in Europa. Il primo piano dettaglia la storia delle patate fritte e le loro origini in Belgio. Il piano interrato dell'edificio ospita diverse tipologie di macchine per sbucciare e tagliare le patate e un chiosco di frites.  È presente anche una raccolta di fotografie, opere d'arte con soggetti legati alle patatine e una collezione di friggitrici retrò. Dopo la visita, si può assaggiare nella cantina medievale del palazzo, patate fritte belghe insieme a diverse carni e salse.
Secondo la guida Lonely Planet "Best in Travel 2013", il museo fa parte dei dieci "musei alimentari più strani al mondo".